# Мартінова брехня
«Мартінова брехня» (англ. Martin's Lie) — камерна опера на одну дію з музикою і англомовним лібрето Джанкарло Менотті. Написана на замовлення компанії CBS, це третя опера композитора для телебачення після опер «Амаль і ніч відвідувачів» та «Лабіринт». Хоча спочатку опера не замислювалася як сценічний твір, прем'єра відбулася як театралізована вистава 3 червня 1964 року в Брістольському соборі на відкритті 17-го щорічного Міжнародного музичного фестивалю міста Бат (Велика Британія). Опера була згодом екранізована з тими ж акторами для телебачення під керівництвом Кірка Браунінга. Були використані декорації і костюми від дизайнера Ентоні Пауелл. У США прем'єра опери відбулася 30 травня 1965 року і транслювалася телеканалом CBS.

## Дійові особи
| Роль                      | Тип голосу        | Прем'єра 3 Червня 1964 Року (Диригент Лоуренс Леонард) |
| ------------------------- | ----------------- | ------------------------------------------------------ |
| Мартін                    | дискант (сопрано) | Майкл Wennink                                          |
| Незнайомець               | баритон           | Дональд Макінтайр                                      |
| Нанінга, медсестра        | мецо-сопрано      | Норін Беррі                                            |
| Отець Корнілій            | тенор             | Вільям Макалпайн                                       |
| Шериф                     | бас               | Отакара Краус                                          |
| Крістофер                 | дискант (сопрано) | Джолін Пайпер                                          |
| Тіматі                    | дискант (сопрано) | Роджер Ніколас                                         |
| Кат                       | німа роль         | Х'ю Сміт Марріотт                                      |
| Солдати                   | мовчазні ролі     |                                                        |
| Діти сироти (дитячий хор) |                   |                                                        |

## Синопсис
Події опери відбуваються у XIV столітті в Європі в часи інквізиції. В сирітському притулку при монастирі отець Корнеліус опікується хлопчиками-сиротами, він насаджує дітям християнські норми моралі шляхом системи заборон та покарань. Головний герой — хлопчик Мартін вирізняється з-поміж інших ровесників своєю щирістю й дитячою безпосередністю. Однієї ночі у сиротинець вбігає Незнайомець і просить Мартіна сховати його. Згодом виявляється, що Незнайомець — єретик, який втікає від інквізиції. Мартін, який у душі плекає мрію про свого батька, погоджується стати названим сином Незнайомця і відмовляється повідомити переслідувачам, де сховався втікач. Шерифу та отцю Корнеліусу не вдається вивідати таємницю ані хитрощами, ані вмовляннями. Тоді вони спільно з катом влаштовують показовий допит Мартіна з погрозами застосувати до нього тортури. У сироти не витримує серце, і він вмирає. Корнеліус запізніло кається: «Любов сильніша будь-якого гріха».

## Прем'єра в Україні
В Україні опера вперше була поставлена 24 грудня 2018 у великому залі Національної музичної академії України ім. П. І. Чайковського. Український переклад лібрето для цієї прем'єри здійснив Максим Стріха. Режисер-постановник — Юлія Журавкова. Вистава здійснювалася під фортепіано (партія фортепіано — Світлана Луковська) та за участю дитячого хору «Пектораль» (хормейстер — Олена Барановська). В ролях: Мартін — Ольга Горбач, Марія ван Хоф. Кристофер — Василіса Лебединська, Леліта Ляпіна, Єлісей Чех, Корнеліус — Сергій Бортник, Нанінга — Катерина Єрошкіна, Незнайомець — Степан Возняк, Шериф — Володимир Тишков, Олександр Харламов, Гіммі — Тимофій Шкереда. Павло Петриченко. Прем'єра відбулася за рахунок гранту Президента Українина кошти гранту Президента України.